# Parasite Eve (canção)
"Parasite Eve" é uma canção da banda de rock britânica Bring Me the Horizon. Produzida pelo vocalista da banda Oliver Sykes e pelo tecladista Jordan Fish e escrita por toda a banda, foi lançado como o segundo single de Post Human: Survival Horror em 25 de junho de 2020. O single usa samples da canção "Erghen Diado" escrita por Petar Lyondev e interpretada pelo Coro Vocal Feminino da Televisão Estatal Búlgara; Lyondev é creditado como co-escritor.
"Parasite Eve" é o segundo single da banda a chegar ao top 20 da Scottish Singles Chart.

## Promoção e lançamento
Parte da faixa foi mostrada pelo vocalista Oliver Sykes no Instagram. O lançamento estava previsto para 10 de junho de 2020, mas devido aos protestos de George Floyd e ao movimento Black Lives Matter, a canção foi adiada para 25 de junho.

## Composição e letras
"Parasite Eve" foi descrita como uma música de nu metal e rock eletrônico com alguns elementos de electropop. Sykes contou que a canção foi inspirada nos videogames que jogou, e que a ideia original de Parasite Eve era escrever uma música de survival horror. O título foi inspirado no videogame japonês de mesmo nome. Musicalmente, foi bastante influenciada por Sykes ter jogado Doom Eternal, dando-lhe uma sobreposição cibernética, levando a banda a conseguir a contribuição do artista da trilha sonora do jogo, Mick Gordon, na produção de "Parasite Eve". Foi escrita e composta pela banda na quarentena durante a pandemia de COVID-19. A canção usa samples de "Erghen Diado" do álbum Le Mystère des Voix Bulgares.
A letra fala sobre o que está acontecendo durante a pandemia, o trecho “This is a war" (Isso é uma guerra) diz respeito a luta entre países pela descoberta de uma vacina. Ao mesmo tempo, Sykes fala sobre quando a pandemia for superada, indagando "When we forget the Infection, will we remember the lesson?" (Quando esquecermos a infecção, vamos nos lembrar da lição?) ao povo e aos líderes mundiais como o presidente dos EUA, Donald Trump e o presidente do Brasil, Jair Bolsonaro, que rejeitaram e ignoraram a gravidade do vírus da COVID-19. Sykes disse sobre a letra da música em meio à semelhança da situação mundial atual:
"Foi muito estranho, tínhamos ouvido falar da pandemia na China, mas então as semelhanças entre o que escrevíamos começavam a ficar mais próximas da realidade. Cada vez que aparecia uma notícia sobre isso, nos viravamos um para o outro e dizíamos 'Parasite Eve', sem perceber a magnitude de tudo isso. Nós arquivamos a música por um tempo porque parecia muito próxima da ferida. Depois de pensar por um tempo, percebemos que esse era um motivo para lançá-lo agora mais do que nunca. Com nossa música sempre quisemos escapar, mas tem havido muito escapismo e ignorância dos problemas do mundo. Não é disso que o mundo precisa. O mundo precisa de mais e precisa pensar nisso e lembrar. Você não pode simplesmente ignorar isso e esperar que a vida volte ao normal, porque essa porra não vai acontecer. De muitas maneiras, precisamos mudar. É disso que se trata o rock – abordar o lado negro e processá-lo..."

## Videoclipe
O videoclipe de "Parasite Eve" foi lançado no mesmo dia em que o single foi transmitido. Dirigido pelo próprio Sykes, ele se inspirou em alguns de seus videogames e filmes favoritos e no gênero nu metal. Usando máscaras criadas por um amigo, cada membro da banda filmou suas partes do vídeo separadamente. Este foi um esforço para permanecer dentro das restrições de distanciamento social estabelecidas durante a pandemia. Devido às restrições, a banda filmou o vídeo com equipe e recursos mínimos.

## Paradas
| Parada (2020)                                           | Posição de pico |
| ------------------------------------------------------- | --------------- |
| Australia (ARIA)                                        | 82              |
| Canada Digital Songs (Billboard)                        | 46              |
| República Checa (Singles Digitál Top 100)               | 48              |
| Germany (Deutsche Single Trend Charts)                  | 4               |
| Hungria (Single Top 40)                                 | 7               |
| New Zealand Hot Singles (RMNZ)                          | 13              |
| Escócia (Scottish Singles Chart)                        | 17              |
| Reino Unido (UK Singles Chart)                          | 28              |
| Reino Unido (OCC UK Rock and Metal)                     | 1               |
| Estados Unidos (Billboard Digital Song Sales)           | 27              |
| Estados Unidos (Billboard Hot Rock & Alternative Songs) | 10              |
| Estados Unidos (Billboard Mainstream Rock)              | 18              |

| Parada (2021)                      | Posição de pico |
| ---------------------------------- | --------------- |
| US Hot Hard Rock Songs (Billboard) | 31              |